# Suharto
Suharto (indonesi: Haji Muhammad Soeharto)  (Kemusuk, Bantul i Daérah Istiméwa Yogyakarta, 8 de juny de 1921 - Jakarta, 27 de gener de 2008), fou el segon president d'Indonèsia. Es mantingué en el càrrec des de 1967 a 1998. Com molts javanesos Suharto té un sol nom. Els seus pares eren de Java. Durant l'ocupació japonesa d'Indonèsia Suharto va servir en les forces de seguretat indonèsies organitzades pels ocupants japonesos. Quan va esclatar la revolució d'Indonèsia per la independència arribà al poder a través d'un cop d'estat del qual es va culpar al partit comunista d'Indonèsia. Aleshores i des det 1965 a 1966 es va fer una purga anticomunista al país causa de la mort d'un milió d'indonesis. El 1967 Suharto ja exercia de president de facto i ho va ser formalment des de l'any 1968. Va ser obligat a renunciar al càrrec l'any 1998, essent substituït per Jusuf Habibie.
L'administració de Suharto va consistir en una administració centralista i crear i mantenir un exèrcit fort i influent, la militància anticomunista de Suharto li valgué el suport d'occident durant la Guerra freda. Sota el seu mandat a indonèsia hi va haver creixement econòmic i industrialització, es va millorar molt la sanitat, l'educació i el nivell de vida. també hi va haver l'ocupació indonèsia, durant 24 anys, de Timor Est que va tenir com a conseqüència (com a mínim) 100.000 morts. Cap al 1990 l'autoritarisme del seu règim (anomenat Nou Ordre) i l'extensió de la corrupció va ser una font de descontentament. Es va lliurar de ser judicat per corrupció i genocidi al·legant mala salut.

## Biografia

### Infància
Suharto va néixer el 8 juny 1921 al llogaret de Kemusu Argamulja, que formava part del poble de Godean, a uns quinze quilòmetres a l'oest de Yogyakarta, al centre de l'illa de Java, en aquella època una possessió colonial holandesa. Suharto és el seu únic nom.
Poc se sap de la infància i la joventut de Suharto. Els relats estandarditzats i apòcrifs dels seus primers anys solen tenir una connotació política. Els pares de Suharto, la seva mare Sukirah i el seu pare Kertosudiro eren camperols javanesos que vivien en una zona sense electricitat ni aigua corrent. El mateix nom de Kertosudiro suggereix pertànyer a la categoria de priyayi, terme que l'investigador francès Romain Bertrand tradueix com noblesa de vestir javanès. El pare de Suharto era ulu-ulu, responsable al seu poble de la regulació i manteniment del reg de l'arròs. El fet que Suharto va rebre una bona educació molt aviat i es pot explicar per aquest origen social de poc priyayi, de priyayi desa ('poble').
La joventut de Suharto va experimentar una certa inestabilitat familiar. El seu pare, que ja tenia dos fills d'un matrimoni anterior, es va casar amb Sukirah per segona vegada. Es creu que el matrimoni de Kertosudiro amb Sukirah també va acabar en divorci mentre Suharto encara era jove, encara que no se sap la data exacta del divorci. El relat que es dóna a la biografia de Roeder afirma que el divorci es va produir pocs anys després del seu naixement. Segons una altra biografia, Pirakan, aquest mateix divorci va tenir lloc poques setmanes després del seu naixement.
L'absència de documents oficials i la manca de coherència de certs aspectes de la primera infància de Suharto amb les característiques de la vida camperola javanesa han fet que hi hagi diversos rumors que afirmen que Suharto era el fill il·legítim d'un donant ric i generós, cosa que el convertiria en fill d'un aristòcrata de Yogyakarta o d'un ric comerciant sino-indonesi. La pertinença a la comunitat priyayi desa és una explicació molt satisfactòria. Tanmateix, hi ha qui, com el biògraf R. E. Elson, que argumenten que aquests rumors no es poden descartar del tot atès que gran part de la informació que Suharto va donar sobre els seus orígens estava condicionada per la importància política.
Els seus pares es van divorciar i després es van tornar a casar. Suharto es va separar d'un o dels dos seus pares durant diferents períodes, canviant de casa diverses vegades durant els seus primers anys. El matrimoni de la seva tia paterna amb un oficial javanès menor anomenat Prawirowiharjo (també priyayi), que es va fer càrrec de l'educació de Suharto, hauria proporcionat, segons Elson, també una figura paterna i un model a Suharto com a casa estable a Wuryantoro, on va rebre la major part de la seva educació primària.
Tal com han assenyalat Elson i altres, la vida primerenca de Suharto contrasta amb la d'altres líders nacionalistes indonèsia com Sukarno pel fet que va mostrar poc interès per l'anticolonialisme o subjectes polítics més enllà del seu entorn immediat.
A diferència de Soekarno i la gent que l'envolta, Suharto no tenia cap concepte de l'holandès ni cap llengua europea. Tanmateix, va començar a aprendre neerlandès després d'unir-se a l'exèrcit holandès el 1940.

### Carrera militar
Membre de l’exèrcit indi reial dels Països Baixos (tropes colonials holandeses), durant la Segona Guerra Mundial, va comandar un pelotó, després una companyia dins de la Peta, Pembela Tanah Air o 'defensors de la pàtria', un dels cossos formats per les tropes d'ocupació japoneses a Indonèsia, per oposar-se a un desembarcament aliat. Va participar en l'atac general de 1 de març de 1949 a Yogyakarta i l'any següent va ser traslladat a la Divisió Diponegoro. El 1956, els resultats d'una investigació interna van revelar que durant la seva assignació com a comandant de Kodam IV/Diponegoro, Suharto havia establert fundacions destinades a ajudar els residents locals. Tanmateix, aquestes fundacions es finançaven amb cànons (en lloc de donacions) de les indústries de producció i serveis. Suharto també va estar involucrat en el bescanvi il·legal. En particular, havia canviat el sucre per l'arròs amb Tailàndia.
El cap d'estat major de l'exèrcit de l'època, Abdul Haris Nasution, volia prendre mesures contra Suharto i de fet va considerar la seva expulsió de l'exèrcit. Tanmateix, Gatot Subroto, el subcap d'estat major de l'Exèrcit, va intervenir. Nasution finalment va seguir el consell de Gatot, contentant-se amb rellevar-lo del seu comandament i castigar-lo enviant-lo a l'escola d'estat major de l'exèrcit (Sekolah Staf Komando Angkatan Darat o SESKOAD), entrenament que acabarà el  de novembre de 1960.
El 1961, va obtenir el grau de general de brigada i va dirigir el Komando Mandala responsable d'intervenir a Papua Occidental. El març de 1961 es va crear la  reserva general de l'exèrcit (Cadangan Umum Angkatan Darat o CADUAD), i Suharto va ser nomenat com a cap.

## L'eliminació de Sukarno

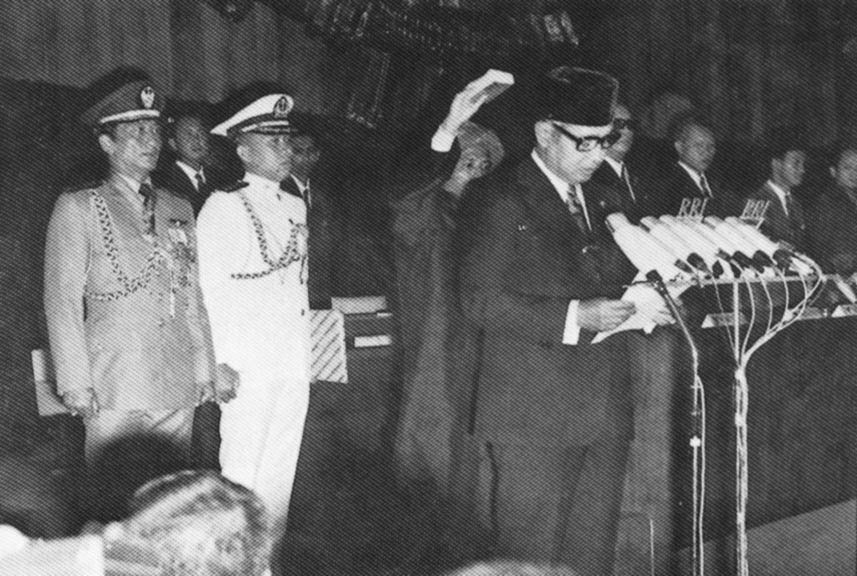
La cerimònia de presa de possessió de Suharto com a president el març de 1968 (foto: Ministeri d'Informació de la República d'Indonèsia)

En el moment del moviment del 30 de setembre de 1965, Suharto era el comandant del Kostrad, les reserves estratègiques de l’exèrcit indonesi. Va organitzar la repressió del moviment i va decretar la dissolució del Partit Comunista d'Indonèsia (PKI), que l'exèrcit va acusar de ser l'instigador del moviment.
Van seguir massacres que van cobrar al voltant d'un milió de comunistes o suposades víctimes comunistes en pocs mesos. Un informe de la CIA de 1968 afirma que aquesta massacre va ser una de les més tràgiques del segle xx, però també una de les més ignorades .
L’11 de març de 1966, Suharto va obligar a Sukarno, encara oficialment president, a signar el Supersemar (acrònim de Surat Perintah Sebelas Maret, Ordre de l'11 de març). Aquí  ordre serà considerat per Suharto com una transferència de poder.
Suharto va ser elegit president de la República d'Indonèsia el 21 març 1968 pel Majelis Permusyawaratan Rakyat Sementara (Assemblea Deliberativa Popular Provisional) que Sukarno havia nomenat el 1959.

## Al poder (1966-1998)
El nou règim torna a connectar amb el món occidental. Indonèsia es va unir de nou a l'ONU, al Banc Mundial i al Fons Monetari Internacional, que Sukarno havia  abandonat i va posar fi a la confrontació indonèsia-malàisia (anomenada Konfrontasi en indonesi) el 1966.
Una violenta repressió esclata a Papua, matant 30.000 persones. Els interessos econòmics nord-americans són privilegiats. L’abril 1967, el règim va concedir a Freeport Sulphur el dret de prospecció dels immensos jaciments de coure i d'or de les mines d'Ertsberg i Grasberg, la mina d'or més gran i una de les principals mines de coure del món.
Al gener de 1974, les revoltes van esclatar a Jakarta, arran de manifestacions d'estudiants que van aprofitar la visita del primer ministre japonès Kakuei Tanaka per protestar contra el control del capital estranger, sobretot japonès, sobre l'economia indonèsia. Aquesta serà l'última manifestació contra el règim durant 24 anys.
El desembre 1975, l’exèrcit indonesi va envair i annexionar Timor Oriental, una antiga possessió colonial portuguesa amb la complicitat diplomàtica dels Estats Units i també amb les seves armes segons el estatunidenc Noam Chomsky, però també del Regne Unit, Austràlia i França. Aquesta invasió va deixar 200.000 morts.
Soeharto va reprimir violentament els moviments comunistes i islamistes: el nombre total de víctimes varia entre 300 000 i 3 milions. Va ser considerat un dels caps d'estat més corruptes de l'època i es calcula que va acumular una fortuna de 40.000 milions de dòlars amb la seva família.
Entre 1967 i 1998, el país va experimentar un fort creixement i desenvolupament econòmic. Els ingressos del petroli, que representaran 80% de les exportacions d'Indonèsia el 1980, va permetre finançar el desenvolupament de la infraestructura, la salut bàsica, l'educació primària, així com les indústries estatals. Al mateix temps, el règim afavoreix el creixement de grans empreses privades nacionals propietat d'empresaris d'origen xinès.
La renda mitjana per càpita va passar de 70 a 1.300 dòlars i el nombre d'indonèsia pobres va passar del 56% al 12%. Es va reduir la taxa d'analfabetisme, va augmentar l'esperança de vida. La inflació va baixar del 600% al 6,5%. La caiguda del preu del cru el 1986 va permetre que el Banc Mundial i l'FMI obliguessin Indonèsia a començar a desregular i liberalitzar la seva economia i a privatitzar les seves empreses estatals. Aquesta privatització es tradueix efectivament en una transferència d'actius a empresaris propers a Suharto i aviat, als seus fills que han arribat a l'edat adulta.
A principis de la dècada del 1990 va reprimir brutalment una revolta a la província d’Aceh, deixant 9.000 morts.
Durant els 33 anys del seu regnat, Suharto i la seva família es van enriquir considerablement gràcies al fort creixement que estava experimentant el país.

## La caiguda

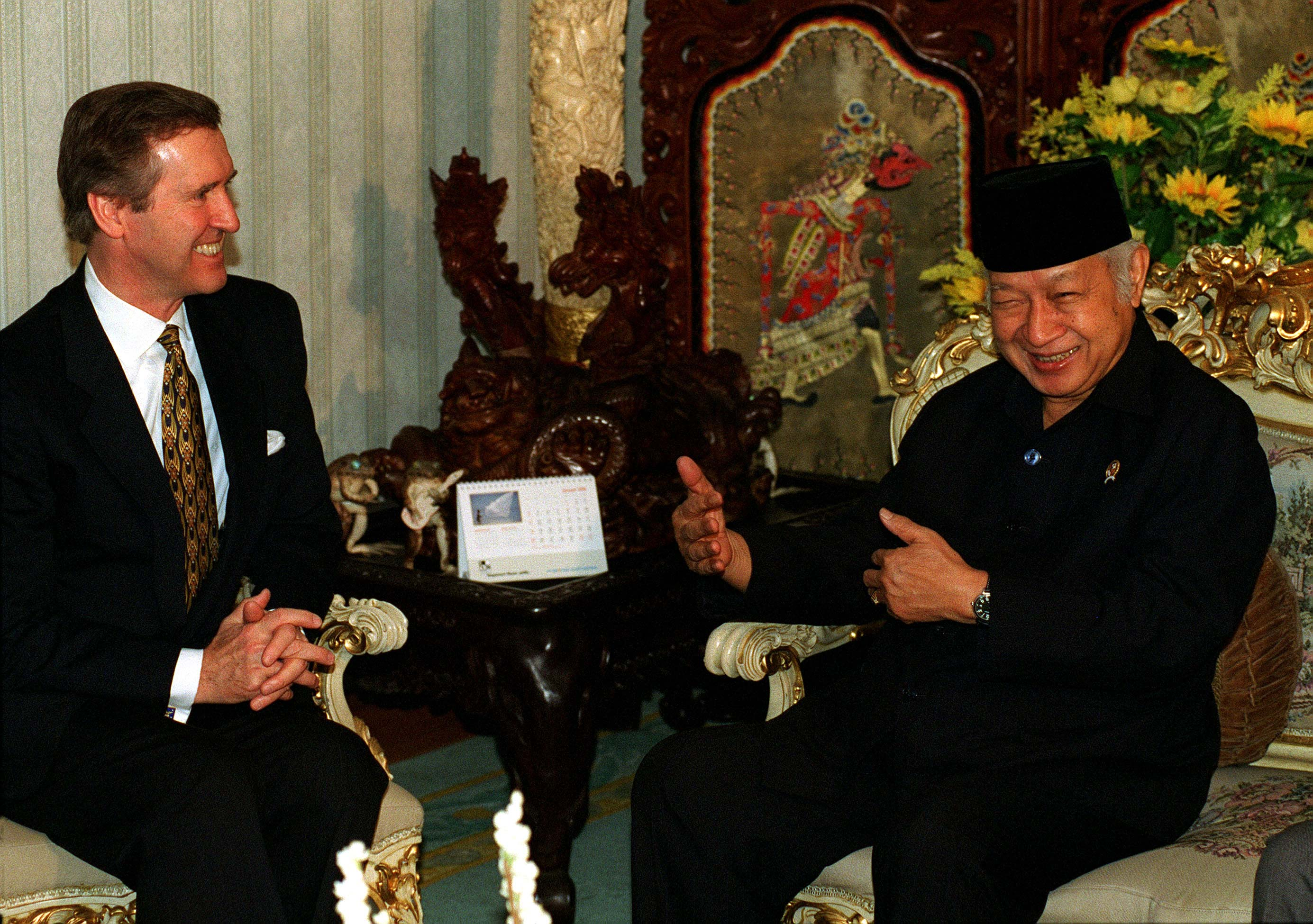
Soeharto i el secretari de Defensa dels EUA William Cohen, 14 gener 1998.

La crisi financera asiàtica de 1997 va submergir Indonèsia en una greu crisi econòmica. La moneda nacional perd 4/5 parts del seu valor i l'atur s'estén. Els estudiants es mobilitzen per denunciar el règim. Supersemar (acrònim que designa la famosa ordre de l'11 de març, Su rat Per intah Se belas Mar, que va transferir el poder de Sukarno a Suharto) es transforma en les manifestacions en SURuh PERGI SEperti MARcos, 'li diguin que marxi com en Marcos', una al·lusió a l'expresident filipí Ferdinand Marcos que el 1986 va haver d'exiliar-se arran d'un gran moviment de protesta popular.
El 21 maig 1998, després d'importants disturbis a Jakarta, Soeharto va dimitir.

### Balanç de situació
El llegat dels 31 anys de Suharto al poder es debat tant a Indonèsia com a l'estranger. Sota la seva administració, la Nova comanda, Suharto va construir un govern fort, centralitzat i dominat pels militars. La seva capacitat per mantenir l'estabilitat en un país gran i divers i les seves posicions obertament anticomunistes li van valer el suport econòmic i diplomàtic dels països occidentals durant la Guerra Freda, especialment els Estats Units, el Regne Unit i Austràlia. Durant la seva dictadura més de 500.000 persones van perdre la vida en un país que tenia 200 milions. L'ocupació de Timor Oriental durant 24 anys durant la presidència de Soeharto va causar almenys 200.000 morts d'una població de 800.000 habitants. A la dècada del 1990, l'autoritarisme de la Nova comanda i la corrupció generalitzada han estat font de descontentament. En els anys posteriors a la seva presidència, els intents de jutjar-lo per corrupció i genocidi van fracassar a causa de la seva mala salut. Apreciat pels governs occidentals, els Estats Units retre homenatge a un personatge històric que va deixar una empremta duradora a Indonèsia i la regió del sud-est asiàtic, tot i que el seu llegat pot ser una mica controvertit.

## Intents de procediment judicial

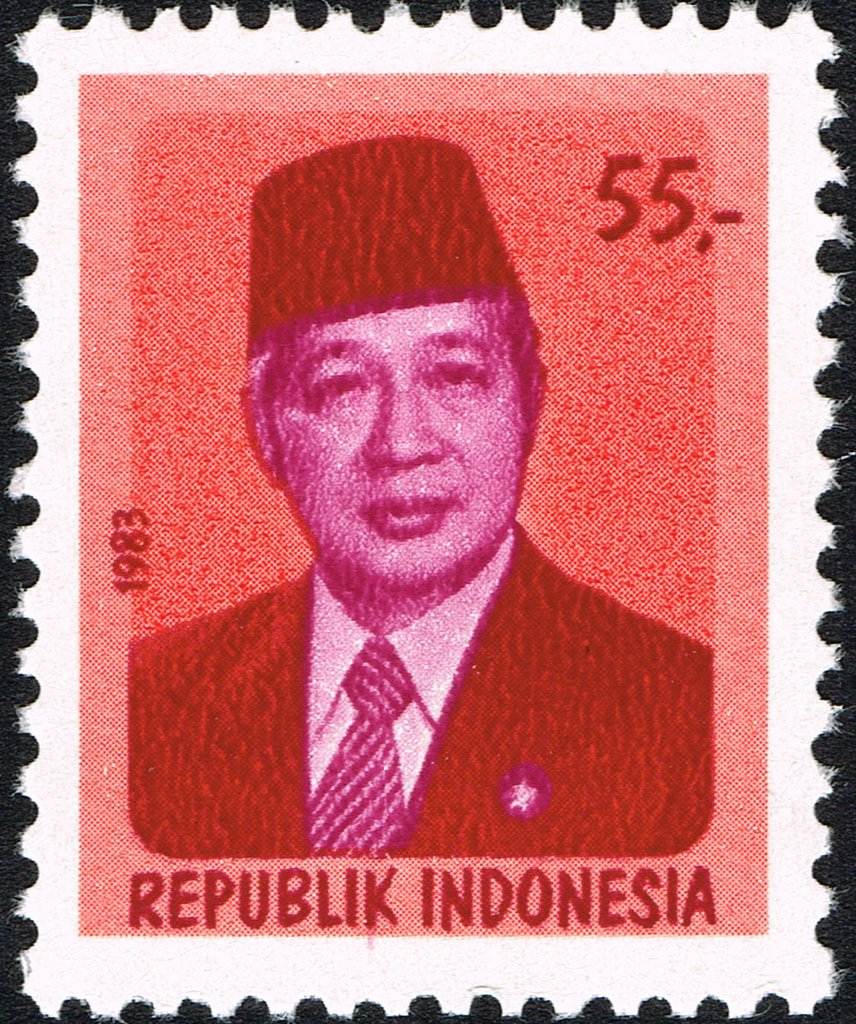
Soeharto en un segell d'Indonèsia (1983).

Va escapar d'un procés judicial el maig del 2006 per la seva vellesa i el seu estat de salut. Pel que fa a les acusacions de greus violacions dels drets humans, inclosa la deportació a l'illa de Buru, arran del Moviment del 30 de setembre de desenes de milers de presos polítics, la Comissió Nacional d'Indonèsia pels Drets Humans Bàsics, Komnas HAM, havia format un grup per examinar els fets, però finalment la metodologia d'investigació proposada va ser rebutjada pel Consell de Representants del Poble, Dewan Perwakilan Rakyat o DPR, l'assemblea nacional indonèsia, durant 2004.
Tanmateix, segons M.M. Bilah, membre de la comissió en aquell moment, hauria estat suficient que 7 dels 20 membres de Komnas HAM ho aprovissin perquè es produís una revisió, sense garantir, però, que la investigació pogués continuar perquè calia l'acord del DPR de nou.
El 27 de febrer de 2008, Komnas HAM va decidir formar dos equips encarregats d'investigar, respectivament, els fets de 1965-1966 i els assassinats misteriosos, per un període de 3 mesos prorrogable si cal.

## Mort
Va ingressar a l'Hospital Pertamina de Jakarta el 4 gener 2008, va morir allà el 27 dr gener a les 13:10 hora local, per fallada múltiple d'òrgans, segons l'agència de notícies Xinhua, als 86 anys. Va ser enterrat amb honors militars a Karanganyar prop de Surakarta, (Java).